# Fusil Kalashnikov
El fusil Kalashnikov o Kaláshnikov, castellanizado como Kalasnikov o Kalachnikov es cualquiera de una serie de fusiles de asalto basados en el diseño original de Mijaíl Kaláshnikov. Se los conoce oficialmente en ruso como "Avtomat Kaláshnikova" ("fusil automático de Kaláshnikov"; en ruso: Автома́т Кала́шникова), pero son ampliamente conocidos como Kaláshnikov, AK, o como "Kalash"  en la jerga rusa. Fueron fabricados originalmente en la Unión Soviética, principalmente por Kalashnikov Concern, anteriormente Izhmash, pero estos fusiles y sus variantes ahora se fabrican en muchos otros países.

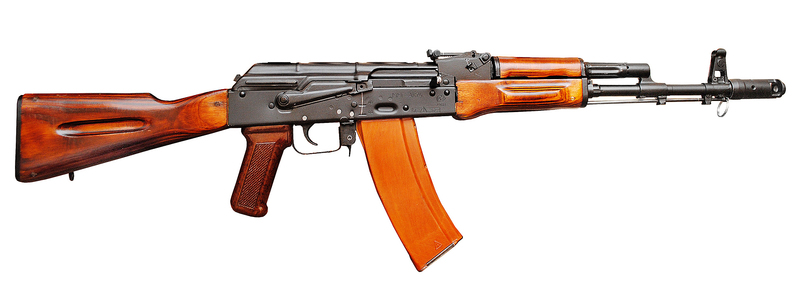
Un AK-74 fabricado por Izhmash, Rusia.

## Tipos
Los principales tipos de fusiles Kaláshnikov.

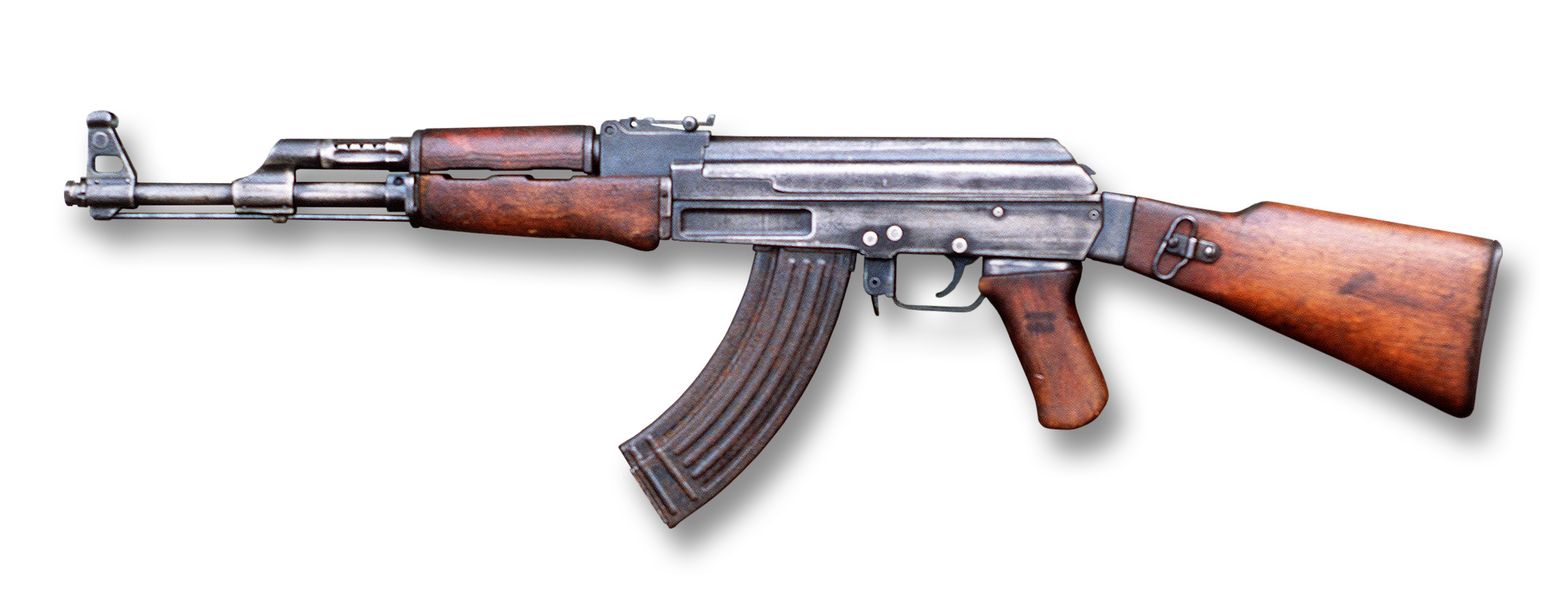
Fusil de asalto soviético AK-47 de 7,62 mm (edición de 1951), variante del primer modelo que cuenta con un cajón de mecanismos fresado.

| Modelo          | Cartucho       | Año  | Fabricante                                     |
| --------------- | -------------- | ---- | ---------------------------------------------- |
| AK-47           | 7,62 x 39 M43  | 1949 | Izhmash y otros                                |
| AKM             | 7,62 x 39 M43  | 1959 | Izhmash, Fábrica de armas de Tula y otros.     |
| AK-74           | 5,45 x 39 M74  | 1974 | Izhmash                                        |
| AK-101 , AK-102 | 5,56 x 45 OTAN | 1995 | Izhmash                                        |
| AK-103 , AK-104 | 7,62 x 39 M43  | 2001 | Izhmash                                        |
| AK-105          | 5,45 x 39 M74  | 2001 | Izhmash                                        |
| AK-12 , AK-12K  | 5,45 x 39 M74  | 2011 | Corporación Kalashnikov, anteriormente Izhmash |
| AK-15 , AK-15K  | 7,62 x 39 M43  | 2018 | Corporación Kalashnikov                        |

| Nombre  | País            | Cartucho       | Longitud (mm, culata desplegada/plegada) | Longitud del cañón (mm) | Peso (kg, descargado)     | Cadencia (disparos/minuto) | Alcance máximo (m) | Velocidad de salida (m/s) |
| ------- | --------------- | -------------- | ---------------------------------------- | ----------------------- | ------------------------- | -------------------------- | ------------------ | ------------------------- |
| AK      | Unión Soviética | 7,62 x 39 M43  | 870                                      | 415                     | 3,47                      | 600                        | 800                | 715                       |
| AKM     | Unión Soviética | 7,62 x 39 M43  | 880                                      | 415                     | 3,1                       | 600                        | 1.000              | 715                       |
| RPK(s)  | Unión Soviética | 7,62 x 39 M43  | 1.040/820                                | 590                     | 4,80/5,6                  | 600                        | 1.000              | 745                       |
| PK(M)   | Unión Soviética | 7,62 x 54 R    | 1.173                                    | 605                     | 9,0/7,5                   | 650                        | 1.500              | 825                       |
| AK-74   | Unión Soviética | 5,45 x 39 M74  | 943                                      | 415                     | 3,07                      | 600                        | 1.000              | 900                       |
| AKS-74  | Unión Soviética | 5,45 x 39 M74  | 933/690                                  | 415                     | 2,97                      | 600                        | 1.000              | 900                       |
| AK-74M  | Rusia           | 5,45 x 39 M74  | 943/705                                  | 415                     | 3,4                       | 650                        | 1.000              | 900                       |
| RPK-74  | Unión Soviética | 5,45 x 39 M74  | 1.060                                    | 590                     | 4,7                       | 600                        | 1.000              | 960                       |
| AKS-74U | Unión Soviética | 5,45 x 39 M74  | 730/490                                  | 206,5                   | 2,7                       | 700                        | 500                | 735                       |
| AK-101  | Rusia           | 5,56 x 45 OTAN | 943/700                                  | 415                     | 3,6                       | 600                        | 1.000              | 910                       |
| AK-102  | Rusia           | 5,56 x 45 OTAN | 824/586                                  | 314                     | 3,0                       | 600                        | 500                | 850                       |
| AK-103  | Rusia           | 7,62 x 39 M43  | 943/705                                  | 415                     | 3,4                       | 600                        | 1.000              | 715                       |
| AK-104  | Rusia           | 7,62 x 39 M43  | 824/586                                  | 314                     | 3,0                       | 600                        | 500                | 670                       |
| AK-105  | Rusia           | 5,45 x 39 M74  | 824/586                                  | 314                     | 3,2                       | 600                        | 500                | 840                       |
| AK-107  | Rusia           | 5,45 x 39 M74  | 943/700                                  | 415                     | 3,8                       | 850                        | 1.000              | 900                       |
| AK-108  | Rusia           | 5,56 x 45 OTAN | 943/700                                  | 415                     | 3,8                       | 900                        | 1.000              | 910                       |
| AK-109  | Rusia           | 7,62 x 39 M43  | 943/700                                  | 415                     | 3,8                       | 900                        | 1.000              | 750                       |
| AK-9    | Rusia           | 9 x 39         | 705/465                                  | 200                     | 3,1/3,8 (con silenciador) | 600                        | 400                | 290 (СП-5) / 305 (СП-6)   |
| AK-12   | Rusia           | 5,45 x 39 M74  | 940/730                                  | 415                     | 3,3                       | 700                        | 1.000              | 900                       |
| AK-15   | Rusia           | 7,62 x 39 M43  | 862/922                                  | 415                     | 3,5                       | 700                        | 1.000              | 715                       |
| AK-19   | Rusia           | 7,62 x 39 M43  | 862/922                                  | 415                     | 3,5                       | 700                        | 1.000              | 715                       |

## Variantes
Variantes originales de AK (7,62 x 39) 
- Edición de 1948/49 - Los modelos más antiguos, con el cajón de mecanismos Tipo 1 hecho de chapa de acero estampada, ahora son muy escasos.
- Edición de 1951 - Tipo 2: tiene un cajón de mecanismos fresado. La recámara y el ánima del cañón están cromadas para resistir la corrosión.
- Edición de 1954/55 - Tipo 3: Variante aligerada del cajón de mecanismos fresado. El peso del fusil es 3,47 kilogramos (7,7 lb).[4]
- AKS: presenta una culata plegable de metal que se pliega hacia abajo similar a la del MP40 alemán, para emplearse en el espacio restringido del vehículo de combate de infantería BMP, así como por paracaidistas.
- AKN (AKSN) - Con riel para montar una mira telescópica nocturna.[5]

Modernizado (7,62 x 39) 
- AKM : una versión simplificada y más ligera del AK-47; El cajón de mecanismos Tipo 4 está hecho de chapa de acero estampada y remachada. Se le agregó un freno de boca inclinado para contrarrestar la elevación al disparar en modo automático. El peso del fusil es 2,93 kilogramos (6,5 lb)[6][7][N 1] debido al cajón de mecanismos más ligero. Esta es la variante más ubicua del AK-47. 
  - AKMS : versión del AKM con culata plegable, destinada a las tropas aerotransportadas.
  - AKMN (AKMSN) - Con riel para montar una mira telescópica nocturna.
  - AKML (AKMSL) - Con apagallamas ranurado y riel para montar una mira telescópica nocturna.[8]
- RPK - Versión ametralladora ligera, con cañón más largo y bípode. Sus variantes - RPKS, RPKN (RPKSN), RPKL (RPKSL) - imitan al AKM. Las variantes "S" tienen una culata de madera plegable lateral.

Variantes de bajo retroceso (5,45 x 39) 
- AK-74 - Fusil de asalto. 

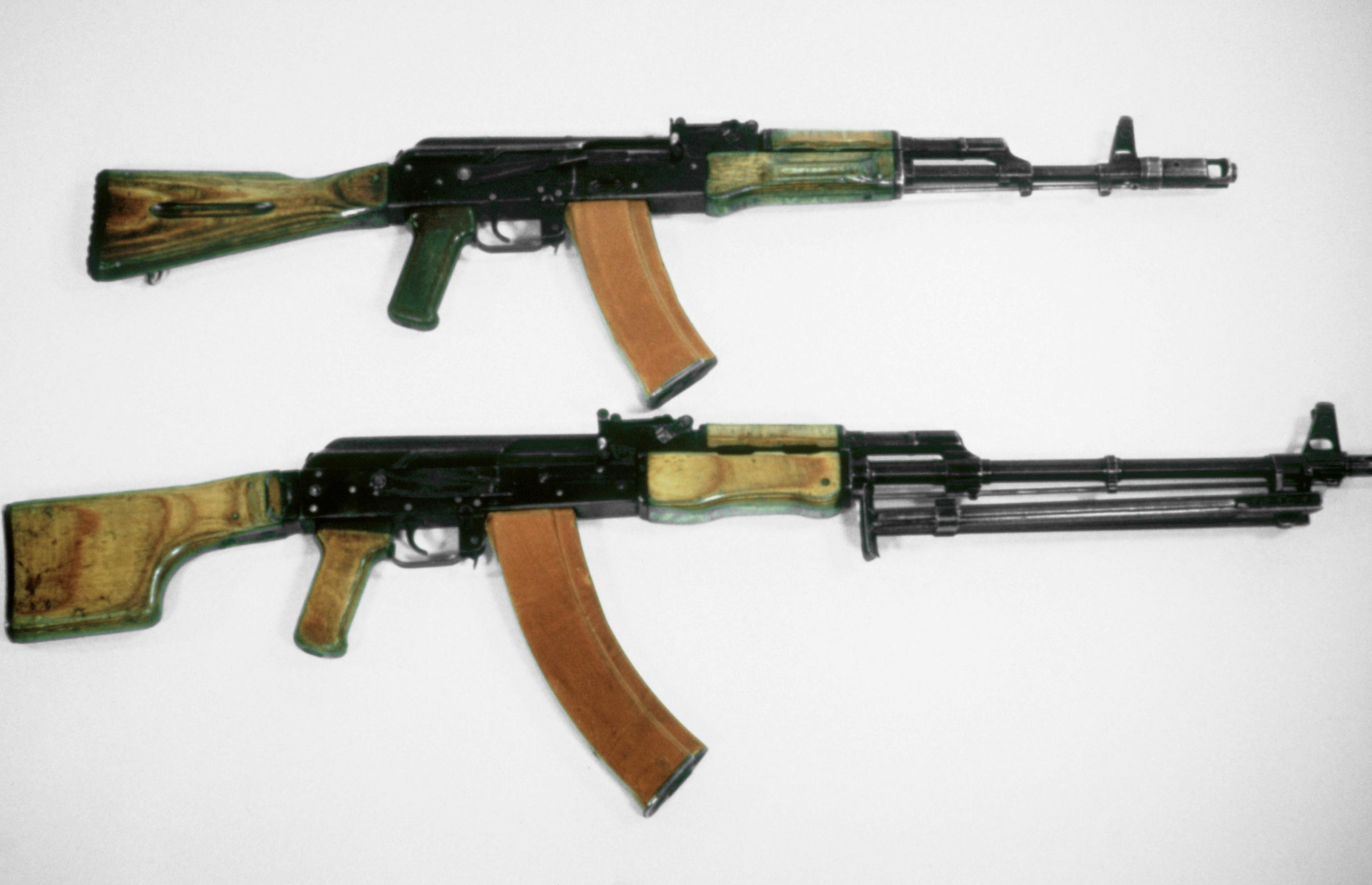
Un AK-74 (arriba) y una RPK-74 (abajo).

  - AKS-74 - Culata plegable lateral.
  - AK-74N (AKS-74N) - Con riel para montar una mira telescópica nocturna.
- AKS-74U (Krinkov) - Carabina compacta. 
  - AKS-74UN - Con riel para montar una mira telescópica nocturna.
- RPK-74 - Ametralladora ligera. 
  - RPKS-74 - Culata plegable lateral.
  - RPK-74N (RPKS-74N) - Con riel para montar una mira telescópica nocturna.

La serie 100

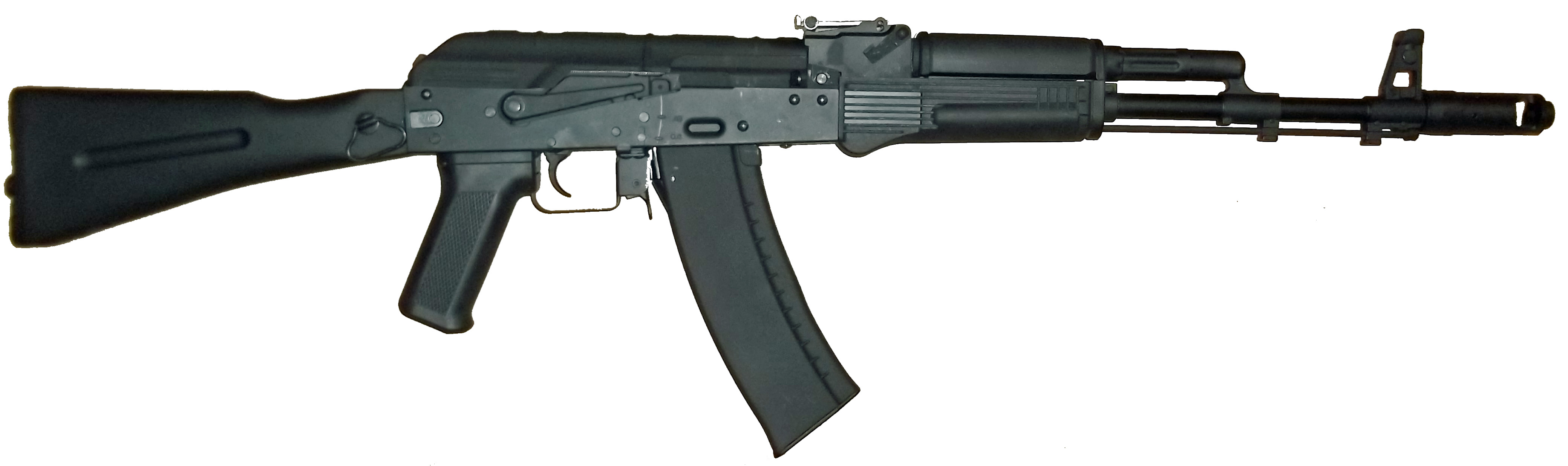
Un AK-74M.

5,45 x 39 / 5,56 x 45 OTAN / 7,62 x 39 
- AK-74M / AK-101 / AK-103 - AK-74 modernizado. Con riel para montar una mira telescópica nocturna y culata plegable lateral.
- AK-105 / AK-102 / AK-104 - Carabina.
- AK-107 / AK-108 / AK-109 - Modelos de retroceso equilibrado.
- RPK-74M / RPK-201 / RPKM (AKA RPK-203) - Ametralladoras ligeras.
- AK-9 - fusil de asalto compacto de 9 mm, generalmente equipado con un silenciador.

La serie AK-12
5,45 x 39 / 7,62 x 39 
- AK-12 / AK-15: un nuevo derivado de la familia AK, basado en el prototipo AK-400.  Aceptado como fusil estándar en enero de 2018.
- AK-12K / AK-15K - Carabina.
- RPK-16 - Ametralladora ligera, basada en el AK-12.

Otras armas
- PK (M) - Ametralladora de propósito general de  7,62 mm.
- Ametralladora PKP Pecheneg
- Fusil de francotirador Dragunov y Dragunov SVU
- Saiga-12 - Escopeta semiautomática de calibre 12. Construida a partir del cajón de mecanismos del AK. 
  - Saiga-12S - Con pistolete y culata plegable lateral. 
    - Saiga-12K - Cañón más corto.

  - Escopeta KSK - Escopeta de combate calibre 12 (basada en la Saiga-12).
  - Saiga-20 (S / K) - Calibre 20.
  - Saiga-410 (S / K) - calibre .410.
- Fusil semiautomático Saiga
- Vepr-12 Molot - escopeta de combate calibre 12. Construida a partir del cajón de mecanismos de la RPK.
- Bizon - Subfusil con cargador helicoidal. Comparte el 60% de las características del AKS-74U. Dispara los cartuchos 9 x 18 Makarov, 9 x 19 Parabellum, 9 x 17 Corto y 7,62 x 25 Tokarev (cargador recto).
- Vityaz-SN - subfusil de 9 mm.
- OTs-14 Groza - fusil de asalto Bullpup. Dispara los cartuchos 9 x 39 y 7,62 x 39.
- Galil ACE : fusil de asalto multiusos, basado en Galil, que a su vez se basó en el RK finlandés

## Producción
Los fusiles Kalashnikov y sus variantes han sido fabricados en muchos países, con y sin licencias. Los países fabricantes en orden alfabético incluyen: 
| País              | Variantes |
| ----------------- | --- |
| Albania           | Automatiku Shqiptar 1978 modelo 56 (ASH-78 Tip-1) copia del fusil Tipo 56 chino, basada en el fusil AKM; Modelo Tipi 1982 (ASH-82) copia del AKMS; Modelo 56 Tip-2, copia de la RPK; y modelo 56 Tip-3. Varias otras versiones del AKMS se han producido principalmente con cañones cortos similares al AKS-74U soviético para fuerzas especiales, tripulantes de tanques y vehículos blindados y para pilotos de helicópteros y policías. También se han modificado ASh-82 (AKMS) con accesorios SOPMOD, principalmente para las fuerzas especiales albanesas RENEA y exportaciones. |
| Alemania Oriental | MPi-K / MPi-KS (AK / AKS); MPi-KM (AKM, con cualta de madera y plástico); MPi-KMS-72 (culata plegable lateral); MPi-KMS-K (carabina); MPi-AK-74N (AK-74); MPi-AKS-74N (culata plegable lateral); MPi-AKS-74NK (carabina); KK-MPi Mod.69 (fusil de entrenamiento con selector de disparo, de 5,5 mm) |
| Armenia           | K-3 (bullpup, 5,45 x 39) |
| Azerbaiyán        | Khazri (AK-74M) |
| Bangladés         | Produce el fusil chino Tipo 56. |
| Bulgaria          | AKK / AKKS (culata de plegado lateral tipo AK-47 / w.); AKKMS (AKMS), AKKN-47 (accesorios para miras nocturnas NPSU); AK-47M1 (Tipo 3 con culata y guardamanos de polímero negro); AK-47MA1 / AR-M1 (igual que el AK-47M1, pero dispara el cartucho 5,56 x 45 OTAN); AKS-47M1 (AKMS que dispara el cartucho 5,56 × 45 OTAN); AKS-47S (AK-47M1, versión corta, con culata plegable de diseño germano oriental y puntero láser); AKS-47UF (versión corta del AK-47M1, con culata plegable de diseño ruso), AR-SF (igual que el AKS-47UF, pero dispara el cartucho 5,56 x 45 OTAN); AKS-93SM6 (similar al AK-47M1, pero no puede usar el lanzagranadas); RKKS (RPK), AKT-47 (fusi de entrenamiento que dispara el cartucho .22 LR) |
| Camboya           | Produce los fusiles soviéticos AK-47 y AKM, así como el fusil Tipo 56 chino. |
| China             | Tipo 56 |
| Corea del Norte   | Tipo 58A / B (con cajón de mecanismos Tipo 3 y culata plegable de acero estampado), Tipo 68A / B (AKM / AKMS), Tipo 88 (AKS-74) |
| Croacia           | APS-95 |
| Cuba              | AKM |
| Egipto            | AK, fusil de asalto Misr (AKM), Maadi |
| Estados Unidos    | Fusil US132 (7,62 x 39), fusil de asalto US132Z (7,62 x 39), escopeta US109L (calibre 12) y escopeta US109T (calibre 12). Producido por Kalashnikov USA. |
| Etiopía           | AK, AK-103 (fabricado por la empresa estatal Complejo de diseño de armamento de Gafat, con la designación Et-97/1). |
| Finlandia         | RK 62, (7,62 x 39) RK 95 TP (7,62 x 39), las mejoras incluyen un selector de modo de disparo y un freno de boca que permite el disparo de granadas de fusil, la instalación de un silenciador o una bayoneta |
| Hungría           | AK-55 (fabricación nacional del 2.º modelo AK); AKM-63 (también conocido como AMD-63 en los EE. UU.; AK-55 modernizado), AMD-65M (AKM-63 modernizado, cañón más corto y culata plegable lateral), AMP-69 (con freno de boca para lanzar granadas de fusil); AK-63F / D (también llamado AMM / AMMSz), AK-63MF (modernizado); NGM-81 (5,56 x 45 OTAN; con culata fija y plegable) |
| India             | Fusil de asalto Trichy, AK-7 |
| Irak              | Fusil de francotirador Tabuk, fusil de asalto Tabuk (con culata fija o plegable, copias de la serie de fusiles yugoslavos M70), fusil de asalto Tabuk corto |
| Irán              | KLS/KLF (AK-47/AKS), KLT (AKMS) |
| Nigeria           | Producido por la Corporación de Industrias de Defensa de Nigeria como OBJ-006 |
| Pakistán          | Copiado mediante ingeniería inversa en los altiplanos de Pakistán (véase Copia del Paso Jaiber) cerca de la frontera con Afganistán; más recientemente, las Fábricas de Artillería de Pakistán comenzaron la fabricación de una copia del AK-47 / AKM llamado PK-10. Los pakistaníes también crearon un nuevo cartucho con una modificación mínima del cartucho original (7,62 x 39), que se conoce como 44 bore. |
| Polonia           | pmK (kbk AK) / pmKS (kbk AKS) (el nombre ha cambiado de pmK - "pistolet maszynowy Kałasznikowa", Kalashnikov SMG a kbk AK - "karabinek AK", Kalashnikov Carbine a mediados de la década de 1960) (AK / AKS); kbkg wz 1960 (lanzagranadas de rifle), kbkg wz. 1960/72 (modernizado); kbk AKM / kbk AKMS (AKM / AKMS); kbk wz 1988 Tantal (5,45 × 39 mm), skbk wz. 1989 Onyks (carabina compacta); kbs wz. Beryl 1996 (5,56 × 45 mm), kbk wz. 1996 Mini-Beryl (carabina compacta) |
| Rumania           | PM md. 63/65 (AKM / AKMS), PM md. 80, PM md. 90, exportados colectivamente bajo el nombre común AIM o AIMS; PA md. 86 (AK-74), exportado como el AIMS-74; PM md. 90 cañón corto, PA md. 86 cañón corto, exportado como el AIMR; PSL (fusil de tirador designado; otros nombres PSL-54C, Romak III, FPK y SSG-97) |
| Sudán             | MAZ, (basado en el Tipo 56) |
| Ucrania           | Vepr (bullpup, 5,45 x 39), Malyuk (bullpup) |
| Venezuela         | AK-103, producido bajo licencia. |
| Vietnam           | AKM-1, AKM-VN (AKM) fusil de asalto, ametralladora ligera TUL-1 (RPK), fusil de asalto Galil ACE 31/32 |
| Yugoslavia/Serbia | M64, M70, M72, M76, M77, M80, M82, M85, M90, M91, M92, M99, M21 |

## Fusiles similares
Los siguientes fusiles se basaron en el diseño de Kalashnikov, o tienen un diseño diferente pero son superficialmente similares en apariencia: 
- Bernardelli VB-STD / VB-SR (Italia)
- IMI Galil (Israel) y Galil ACE (Israel y Colombia)
- INSAS (India)
- Rk 62 , Valmet M76 (otros nombres Rk 62 76, M62 / 76), Valmet M78 (ametralladora ligera), Rk 95 Tp (Finlandia)
- StG 44 (Alemania nazi).  Desarrollado antes del AK-47
- Fusil de asalto Tipo 56 y Tipo 81 (China), BD-08 (Bangladés)
- Vektor R4 , Truvelo Raptor (Sudáfrica)
- vz 58 (Checoslovaquia / República Checa)
- Zastava M70 (Yugoslavia / Serbia)